# Oceansize
Oceansize est un groupe de rock progressif britannique, originaire de Manchester, en Angleterre. Durant son existence, il est composé de cinq musiciens originaires de Manchester (Royaume-Uni). Formé en 1998, Oceansize a réalisé quatre albums studio :  Effloresce (2003), Everyone into Position (2005), Frames (2007), Self Preserved While the Bodies Float Up (2010) et deux EP : Music for Nurses (2004), Home and Minor (2009).

## Biographie

### Débuts (1998-2002)
Faisant les tournées avec The Cooper Temple Clause, Cave In, People in Planes, Aereogramme, Mclusky, Biffy Clyro, et Porcupine Tree, Oceansize n'est pas dans la lignée des groupes de rock traditionnel de Manchester, et acquiert une popularité grandissante au niveau de la scène internationale. Certains prétendent même qu’ils sont le groupe de rock progressif le plus répandu. Ils sont influencés par les Beach Boys et Black Sabbath avec Can, Cardiacs, Jane's Addiction, Verve, Swervedriver, Tool et Tortoise. Certains ont comparé leurs sons aux Pink Floyd, d’autres fortes influences furent aussi Mogwai et My Bloody Valentine.

### Effloresceet autres (2003-2006)
Ils commencent une tournée avec Fightstar, puis effectuent une tournée aux États-Unis une seule fois, pour promouvoir leur album Effloresce, publié le 29 septembre 2003 chez Beggars Banquet. Le groupe ne divulgue pas les spécificités de leur dernier contrat, mais il est certain qu'il permettra de mieux soutenir le groupe au niveau de la promotion et du soutien financier pour des tournées à l'étranger (notamment aux États-Unis).
Le 4 décembre 2005, le groupe publie un communiqué de presse annonçant que le bassiste Jon Ellis quitte le groupe, mais qu’il continuera à contribuer musicalement. Le 28 janvier 2006, le leader du groupe Mike Vennart publie un message sur leur messageboard annonçant le remplacement d'Ellis, par Steve Hodson, qui a déjà fait partie du projet Kong. Il est surnommé New Steve, en référence à sa première tournée anglaise avec le groupe (pour promouvoir le single New Pin) et la présence de Steve Durose. 
Leur chanson Meredith, de l'album Everyone into Position, est apparue dans la série télévisée Newport Beach (The O.C.), et Music for a Nurse, du même album, est devenue la bande-son de la publicité pour Orange durant l'été 2006. Music for a Nurse est aussi utilisée dans le film The Invisible (2007). Oceansize accueille d'une manière mitigée cet album. Cependant, les fans et critiques l'accueillent positivement.  Pitchfork le considère comme l'un des plus « consistants ». Après la sortie de l'album, Oceansize quitte Beggars Banquet.

### Derniers albums et séparation (2007-2011)
Mixé par Chris Sheldon, leur troisième album, intitulé Frames, est sorti le 1er octobre 2007 sur le label Superball Music. Avant la sortie, une version éditée de la chanson Unfamiliar est mis en ligne sur leur Myspace, avec une version longue de Trail of Fire.
Le groupe sort un coffret live intitulé Feed to Feed en septembre 2009 limité à 5 000 exemplaires. Un nouvel EP, Home and Minor, suit en octobre 2009.
En 2010, le groupe publie son dernier album, Self Preserved While the Bodies Float Up. Le 25 février 2011, le groupe publie sur son compte Facebook un post informant de leur séparation : « Chers amis, nous regrettons de vous informer qu'Oceansize s'est séparé. Nous ne vous donnerons aucune explication, ni même à venir. Ceci dit, nous tenons à vous dire MERCI d'avoir été là. Cela a été une belle expérience pendant 12 ans. Vous nous manquerez. Nous retournerons à la musique aussi vite que possible. »

## Membres

### Derniers membres
- Mike Vennart - guitare, chant (1998-2011)
- Steve Durose - guitare, chœurs (1998-2011)
- Richard Ingram - guitare, claviers (1998-2011)
- Steve Hodson - basse, claviers (2006-2011)
- Mark Heron - batterie (1998-2011)

### Ancien membre
- Jon Ellis - basse, claviers (1998-2005)

## Discographie

### Albums studio
- 2003 : Effloresce
- 2005 : Everyone into Position
- 2007 : Frames
- 2010 : Self Preserved While the Bodies Float Up

### Album live
- 2008 : Frames

### EP
- 1999 : Amputee
- 2001 : A Very Still Movement
- 2002 : Relapse
- 2004 : Music for Nurses
- 2009 : Home and Minor

### Compilation
- 2009 : Feed to Feed